# マンチェスター・ビジネス・スクール
アライアンス・マンチェスター・ビジネス・スクール (英: Alliance Manchester Business School)は、英国マンチェスター大学傘下のビジネススクールである。略称AMBS/Alliance MBS。ロンドン・ビジネス・スクール(LBS)、オックスフォード大学サイード・ビジネス・スクール(SBS)、ダラム・ビジネス・スクール(DBS)と共に、イギリス最古のビジネススクール（MBA提供校）の一つとして名高い。

## 概要
1965年にロンドン・ビジネス・スクールと共に設立されたイングランド最古のビジネススクールの一つである。研究・教育いずれの分野においても世界的に高く評価されており、CEO Insider世界ビジネススクールランキング 2023では世界第14位（欧州5位、全英4位）、QS世界大学ランキングビジネススクールランキング 2021のOnline MBAでは世界第5位、CSRにおいては世界第1位とされた。また、マンチェスター大学はSDGsやCSRに関する研究・教育に力を入れており、Times Higher Education, Impact Ranking 2021においては世界第1位を獲得している。ファイナンシャル・タイムズ世界MBAランキング (Financial Times, Global MBA Rankings 2021) では、ケンブリッジ大学のジャッジ・ビジネス・スクール(世界第5位)、ロンドン・ビジネス・スクール(世界第6位)に次いで、全英第3位(世界第30位)とされた。ランキングの詳細は下の社会的評価欄を参照。AACSB, AMBA, EFMD/EQUISの3機関から認証を得ているトリプルクラウン校(Triple Crown)の一つであり、このトリプルクラウン校とされるビジネススクールはおり、世界のビジネススクールの上位1％ののとされている。他の英国トップビジネススクールではウォーリック大学、ダラム大学、インペリア・カレッジ・ロンドン、エディンバラ大学等がある。合格条件(Entry Requirements)は、オックスブリッジ、エディンバラ大学に次いで英国第4位とされている。ビジネススクールというと、MBAや社会人(プロフェッショナル)向けのコースが提供されているイメージが強いが、本校は下記’沿革-歴史’欄のような経緯もあり、学部も統括している。学部を有するビジネススクールとしては欧州最高峰、世界でも有数のスクールである。

## 沿革

### 背景

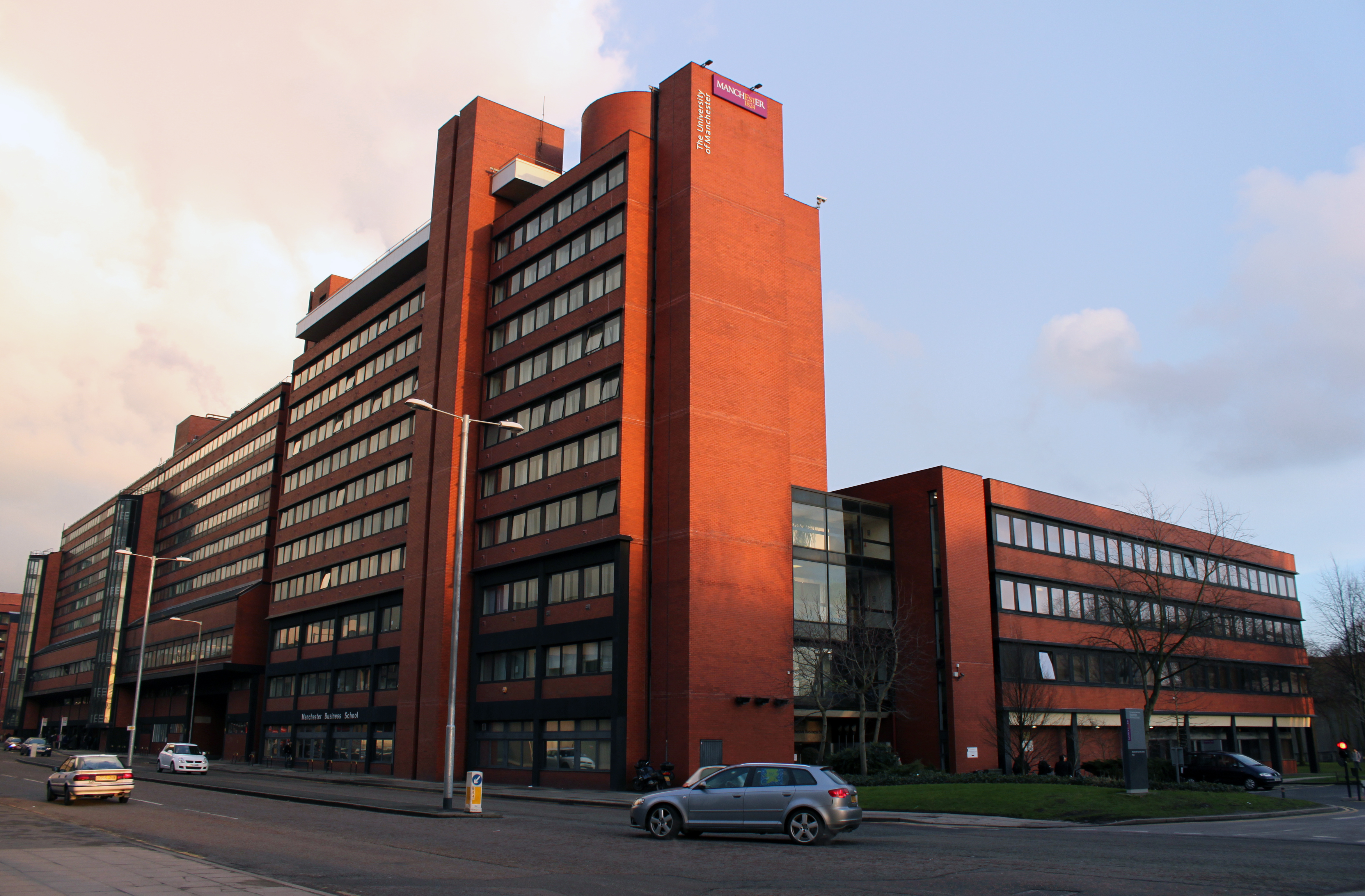
マンチェスター・ビジネス・スクール

古くからの歴史を持つイギリスの高等教育であるが、1960年代初頭までには実学、特に経営学においてはアメリカ合衆国の教育の後塵を拝するようになっていた。そこで政府の高等教育委員会は、イギリスに大学院レベルの本格的なビジネス・スクールを二つ設立することを答申し、これを受けて1965年に設立されたのが、旧マンチェスター・ビジネス・スクール(Manchester Business School)とロンドン・ビジネス・スクール (London Business School)であった。

### 歴史
設立から約40年を経た2003年、旧マンチェスター・ビジネス・スクールはマンチェスター工科大学(UMIST: University of Manchester Institute of Science and Technology)と合併することとなった。さらに翌2004年にはマンチェスター工科大学がヴィクトリア大学マンチェスター校(Victoria University of Manchester)と合併して現在のマンチェスター大学(The University of Manchester)が発足、マンチェスター・ビジネス・スクールもマンチェスター大学に附属する学術機関となった。尚、合併以前はロンドン・ビジネス・スクールと並ぶ国内最大級の独立した高等教育機関だったため、合併後はマンチェスター大学内最大の機関となった。そのような経緯から、今日においてもビジネス学生は”マンチェスター大学”ではなく”アライアンス・マンチェスター・ビジネススクール”の名の下でAMBS独自の組織体制と理念に基づいて管理及び指導が行われている。現在はMBA課程を含む様々な教育プログラムを提供している。

## キャンパス
マンチェスター大学の中心部にあるBooth Street (West, East）に面している。近代的な高層ビルを校舎として使用しており、快適な学習・研究環境が提供されている。ビジネススクール専用の図書館も有しており、必要な文献等が容易に入手できるように配慮されている。

## 社会的評価
ファイナンシャル・タイムズランキングでは、卒業3年後の平均年収はケンブリッジ大学ジャッジ・ビジネス・スクール（$164,462）、ロンドン・ビジネス・スクール（$154,567）、オックスフォード大学サイード・ビジネス・スクール（$139,235）に続く全英4位（$130,535）となる。
ForbesのROI(投下資本利益率）を元に算出された2017年のランキングでは#6 Best Foreign 2-Year Business Schoolsでは世界６位に位置付けられており、2016年のBloombergの国際MBAランキングでは19位に位置付けられている。
2017年QS World University RankingsのBusiness & Management Studiesの部門で世界ランク30位、2017年QS Global 250 Business School Reportでは研究力と卒業後の就職率から算出された最上位のGlobal Elite校として認定されている。 
2016年のEduniversal Business Schools Ranking in the United Kingdomでは最高評価である5 Palmesを獲得して全英6位に位置付けられている。なお、Economistの2017年MBAランキングに関してはCEIBS等と同様に集計対象外となっている。 

### トリプル・クラウン校
三大外部認証機関であるAACSB International, AMBA, EFMD/EQUISの全てから認証を受けているトリプルクラウン校の一つである。全世界のビジネス・スクールの1％しかこれら3機関からの認証を受けられていない。

### 世界ビジネス・スクール(MBA)ランキング
| 格付け機関                                         | 分野                                             | 年      | 世界順位 | 欧州順位 | 英国順位 |
| -------------------------------------------------- | ------------------------------------------------ | ------- | -------- | -------- | -------- |
| フィナンシャル・タイムズ(Financial Times)          | Global MBA Ranking                               | 2022    | 43rd     | 12th     | 5th      |
|                                                    | Corporate Social Responsibility                  | 2022    | 1st      | 1st      | 1st      |
|                                                    | Career Progress of Alumini                       | 2022    | -        | -        | 1st      |
|                                                    | Global MBA Ranking                               | 2021    | 30th     | 10th     | 4th      |
|                                                    | CSR                                              | 2021    | 5th      | -        | 1st      |
|                                                    | Career Progress of Alumini                       | 2021    | 11th     | -        | -        |
|                                                    | European Business School Ranking(総合ランキング) | 2021    | -        | 33rd     | 7th      |
|                                                    | Customised Executive Education Ranking           | 2020    | 21st     | -        | 3rd      |
| タイムズ誌(Times Higher Education)                 | Accounting and Finance                           | 2021    | -        | -        | 6th      |
|                                                    | Business and Management                          | 2021    | -        | -        | 7th      |
|                                                    | Impact Ranking                                   | 2021    | 1st      | -        | -        |
| フォーブス誌(Forbes)                               | Non-US Business School ranking                   | 2019    | 7th      | -        | 1st      |
| QS世界大学ランキング(QS World University Rankings) | Operations, Project and Supply Chain Management  | 2021    | 5th      | -        | 1st      |
|                                                    | Online MBA                                       | 2021    | 8th      |          |          |
|                                                    | Business Analytics                               | 2021    | 9th      | -        | 2nd      |
|                                                    | Marketing                                        | 2021    | 9th      | -        | 3rd      |
|                                                    | Management                                       | 2021    | 24th     | -        | 5th      |
|                                                    | Finance                                          | 2021    | 24th     | -        | 7th      |
| ブルームバーグ(Bloomberg)                          | Best Business School Ranking                     | 2021-22 | -        | 10th     | 4th      |

### 英国ビジネススクールランキングTOP10 (ビジネス・経済分野)
| School Name                                      | University                   | THE           | QS           | U.S.News | Eduniversal |
| ------------------------------------------------ | ---------------------------- | ------------- | ------------ | -------- | ----------- |
| Said Business School                             | University of Oxford         | 1 (World 3)   | 3 (9)        | 2 (10)   | 4           |
| Judge Business School                            | University of Cambridge      | 2 (6)         | 2 (8)        | 3 (15)   | 6           |
| London School of Economics and Political Science | LSE                          | 3 (10)        | 4 (11)       | 1 (7)    | 3           |
| UCL School of Management                         | University College London    | 4 (23)        | 13 (99)      | 8 (41)   | N/A         |
| Warwick Business School                          | University of Warwick        | 5 (24)        | 5 (21)       | 5 (30)   | 5           |
| Alliance Manchester Business School              | The University of Manchester | 6 (36)        | 7 (32)       | 6 (31)   | 7           |
| King's Business School                           | King's College London        | 7 (56)        | 14 (102)     | 19 (135) | N/A         |
| University of Edinburgh Business School          | The University of Edinburgh  | 8 (58)        | 20 (117)     | 15 (118) | N/A         |
| Nottingham University Business School            | University of Nottingham     | =9 (67)       | 21 (129)     | 10 (78)  | N/A         |
| Surry Business School                            | University of Surry          | =9 (67)       | 29 (151-200) | 24 (159) | N/A         |
| Bayes Business School                            | City, University of London   | =14 (105-125) | 8 (60)       | 13 (93)  | N/A         |
| Durhum University Business School                | Durhum University            | =14 (105-125) | 18 (115)     | 16 (121) | N/A         |
| Imperial College Business School                 | Imperial College London      | N/A           | 6 (25)       | 7 (37)   | 2           |
| London Business School                           | N/A                          | N/A           | 1 (3)        | 4 (29)   | 1           |

## 主な出身者
- Sir Terry Leahy （en:TESCO最高経営責任者）
- Don Cruickshank （元ロンドン証券取引所会長）
- Rijkman Groenink （en:ABN AMRO経営役員会会長）
- Michael Parker （en:BNL最高経営責任者）
- David Varney （英政府en:HMRC長官）
- Paul Skinner （en:Rio Tinto Group会長）
- David Thomas （en:Whitbread最高経営責任者）
- Jurek Piasecki （Goldsmith Group plc会長兼最高経営責任者）